# Rex O'Malley
Rex O'Malley (Londres, 2 de janeiro de 1901 – Nova Iorque, 1 de maio de 1976) foi um ator britânico da era do cinema mudo. Sua mãe era uma costureira irlandesa. Ele atuou na Broadway, em filmes e na televisão.

## Papéis da Broadway
- The Marquise (1927) como Miquel
- The Bachelor Father (1928) como Geoffrey Trent
- The Apple Cart (1930) como Sempronius
- Lost Sheep (1930) como Eric Bailey
- No More Ladies (1934) como James Salston
- Revenge with Music (1934) como Pablo
- Matrimony Pfd. (1936) como Dr. Robert Levy-de Coudray
- The Man Who Came to Dinner (1939) como Beverly Carlton
- The Cherry Orchard (1944) como Epikhodov, Semen Panteleevich um caixeiro
- Lute Song (1946) como Youen-Kong a steward
- Lady Windermere's Fan (1946) como Mr. Cecil Graham

## Filmografia selecionada
- Somebody's Darling (1925)
- Camille (1936)
- Zaza (1939)
- Midnight (1939)
- The Thief (1952)